# Les Hauts-d'Anjou
Les Hauts-d'Anjou é uma comuna francesa na região administrativa da Pays de la Loire, no departamento de Maine-et-Loire. Estende-se por uma área de 128,97 km². Em 2010 a comuna tinha 2 068 habitantes (densidade: 16 hab./km²).
A municipalidade foi estabelecida em 15 de dezembro de 2016 e consiste na fusão das antigas comunas de Brissarthe, Contigné, Cherré, Champigné, Marigné, Sœurdres e Querré. Em 1 de janeiro de 2019, a antiga comuna de Châteauneuf-sur-Sarthe também foi incorporada.